# 조세령
조세령(1981년 4월 2일 ~)은 대한민국의 성우로, 2008년 한국방송 성우극회 공채 33기로 입사했다.

## 특기사항
같은 소속의 성우이자 공채 14기인 유지영이 바로 그녀의 어머니다.

## 주요 출연작품

### 내레이션
- 지구절경기행 (OBS)
- 골목에서 만난 세계 (OBS)
- 행복한 교실 (KBS)
- 아버지와 딸 (OBS)

### TV 애니메이션
- 공룡메카드 - 데본느
- 뱅글스쿨 (KBS) - 조이 / 루비
- 키테레츠 대백과 (카툰네트워크)
- 멍, 풀구 (KBS)

### 애니메이션 영화
- 마다가스카3 (MOVIE)
- 새미의 어드벤처 (MOVIE) - 스노우
- 터보 (MOVIE)
- 프로디2 (MOVIE) - 비튼
- 몬스터 호텔 (MOVIE) - 엄마
- 극장판 공룡메카드: 타이니소어의 섬 (MOVIE) - 데본느

## 어린이
- TV 유치원 파니파니 (KBS)

### 영화
- 엘 시크레토: 비밀의 눈동자 (KBS) - 산도발 부인
- 참새들의 합창 (KBS)
- 링컨 차를 타는 변호사 (KBS) - 글로리아(캐서린 메니그) / 미키의 비서(펠 제임스)

### 외화
- 닥터 후 (KBS) - 릴리안 (수산나 피엘딩)
- 마이사 (텔레노벨라) - 이보니 , 소년 자이미

### CF
- SK 텔레콤  - 가능성의 릴레이  , 눝 편
- S OIL - 굿오일 캠페인 편
- 듀오 - 결혼해 듀오 편
- 소니 - 핸디캠 편
- 서울우유 - 시스타 편
- 선키스트 - 손연재 편
- 스카이 - 베가 편
- 가나 초코렛 -
- 대한항공
- 야쿠르트 - 소녀시대 편
- 현대자동차 - 기프트카 쉐어링
- 포스코 ㅡ 비전편
- 링티제로 ㅡ 코로나 후원켐페인
- 공익광고협의회 ㅡ 최고의 씬
- LG U+ ㅡ 갤럭시 S21
- LG U+ ㅡ 아이들나라
- 아이큰 ㅡ 성장판 마사지
- 락티브 ㅡ 오은영박사편
- 코웨이 ㅡ 정수기
- 코웨이 ㅡ 매트리스
- LG 올레드 TV ㅡ 당신의 생각을 마주보다
- 비에날씬 ㅡ 김희선편
- SKㅣㅣㅡ 아름다움이 시작되는 작은 말
- 삼성전자 S 아카데미
- LG디오스ㅡ얼음정수기 냉장고
- 롯데칠성 ㅡ 봄소풍
- 데미소다 ㅡ 스타일에 데미를 장식하다
- U IoT ㅡ 맑은공기 프로젝트
- 매일우유 ㅡ 무지방 0%
- 닥터자르트 ㅡ 2세대 시카페어
- 쉐보레 ㅡ혼족 트레드편
- 신세계
- 쏘나타 ㅡ Sing The Road
- 검은사막 모바일 ㅡ 붉은달
- 하이트 진로 ㅡ 회식편
- 아시아나항공 ㅡ 로맨틱가도편
- 푸조 ㅡ 뉴푸조 2008 SUV
- 시세이도 ㅡ 제시카의 인생템
- 우루사 ㅡ 간상
- 이니스프리 ㅡ 지구를위한 놀이
- 토니모리 ㅡ 현아편
- 캠페인 ㅡ 가을여행주간
- 롯데제과 ㅡ 샤롯데
- 넥슨 ㅡ 초월 아니카편
- SKY VEGA
- 카스 ㅡ 부딪쳐라 짜릿하게 카스처럼
- 미샤 ㅡ 이탈프리즘
- SSG ㅡ 신세계적 만남
- KB 국민카드 ㅡ알파원카드
- 구글 ㅡ 구글플레이
- 신한카드
- SSG
- 기아자동차
- 닛산
- 메르세데스벤츠
- 등등

## OST
- 멍, 풀구 오프닝